# Forcipomyia wansoni
Forcipomyia wansoni är en tvåvingeart som beskrevs av Meillon 1939. Forcipomyia wansoni ingår i släktet Forcipomyia och familjen svidknott.
Artens utbredningsområde är Kongo. Inga underarter finns listade i Catalogue of Life.